# Correos Telecom
Correos Telecom es una empresa filial de Sociedad Estatal Correos y Telégrafos, que nace en 1999 con el objetivo de gestionar las infraestructuras de telecomunicaciones del Grupo, proveerle de servicios y comercializar a terceros la capacidad excedentaria de sus infraestructuras.
Tras sus primeros 25 años de historia, Correos Telecom sigue prestando servicios de telecomunicaciones y de consultoría técnica, estratégica y de negocio centrados en el ámbito de las comunicaciones al Grupo, a otros organismos públicos y a empresas privadas.

## Redes de Infraestructuras
- Red de Infraestructuras de Fibra Óptica de Correos Telecom
- Red de Infraestructuras Radioeléctricas de Correos Telecom

## Servicios
- Alquiler de Fibra Oscura
- Alquiler de Emplazamientos
- Conectividad